# Sayed Shubbar Alawi
Sayed Shubbar Ebrahim Alawi Almosawi (arab. سيد شبر علوي; ur. 11 sierpnia 1985 w Manamie) – bahrajński piłkarz grający na pozycji bramkarza. Od 2017 jest zawodnikiem klubu Al-Najma SC.

## Kariera piłkarska
Swoją karierę piłkarską Alawi rozpoczął w klubie Busaiteen Club, w którym w 2005 roku zadebiutował w pierwszej lidze bahrajńskiej. W 2012 roku odszedł do Riffa SC. W sezonie 2013/2014 wywalczył z nim mistrzostwo Bahrajnu. W 2017 odszedł do Al-Najma SC.

## Kariera reprezentacyjna
W reprezentacji Bahrajnu Alawi zadebiutował 23 marca 2009 w wygranym 5:2 towarzyskim meczu z Zimbabwe. W 2019 roku został powołany do kadry na Puchar Azji.